# Rudolf Binding
Rudolf Georg Binding, född 13 augusti 1867, död 4 augusti 1938, var en tysk författare. Han var son till Karl Binding. På svenska finns diktboken Offervandring (1933).
Rudolf Binding växte upp i Basel och studerade juridik och medicin utan att ta examen. En tid var han militär. Binding tog starka intryck av Gabriele D’Annunzio och Conrad Ferdinand Meyer. Han skrev noveller som Legenden der Zeit (1909), Die Geige (1911), Unsterblichkeit (1922), Moselfahrt aus Liebeskummer (1932) och Der Spiegelgespäche (1933) samt diktsamlingarna Gedichte (1913), Stolz und Trauer (1922), Tage (1924) och Auswählte und neue Gedichte (1930). Binding utgav även sina krigsminnen, hippologiska arbeten samt politiska skrifter, bland annat Rufe und Reden (1928) och Antwort eines Deutschen an die Welt (1933). 
I augusti 1934 publicerades ett upprop formulerat av Joseph Goebbels i NSDAP:s partiorgan Völkischer Beobachter. I korthet handlade detta om att offentligt visa Führern sin trohet. Det var undertecknat av namnkunniga författare, bildkonstnärer, konsthistoriker, arkitekter, skådespelare, musiker och tonsättare. Bland dem fanns Rudolf Binding.
Han utgav även självbiografin Erlebtes Leben (1938).

## Verk på svenska
- Offervandring, översättning Karin Boye, i serien Dikt och prosa (Stockholm: Ringförl., 1933)